# 布拉斯菲爾德鎮區 (北卡羅萊納州格蘭維爾縣)
布拉斯菲爾德鎮區（英語：Brassfield Township）是位於美國北卡羅萊納州格蘭維爾縣的一個鎮區。

## 地方資料
布拉斯菲爾德鎮區的面積為204.73平方千米，皆為陸地。根據2020年美國人口普查的數據，當地共有人口15200人，而人口密度為每平方千米74.24人。